# Farmakonisi
Farmakonisi (řecky Φαρμακονήσι) je řecký ostrov v souostroví Dodekanés v jihovýchodní části Egejského moře. Nachází se mezi Lerem na západě (23 km) a tureckým městem Didim na východě (12 km). Severně od něj leží Agathonisi (19 km) a severozápadně Leipsoi (26 km).

## Geografie
Rozloha ostrova je 3,866 km². Nejvyšší bod dosahuje nadmořské výšky 106 m.

## Obyvatelstvo
Uprostřed ostrova se nachází jediná stejnojmenná vesnice, kde žilo v roce 2011 10 obyvatel.